# Partido Alianza Democrática (Islas Cook)
El Partido Democrático, también conocido durante un tiempo como el Partido de la Alianza Democrática, es un partido político en las Islas Cook.